# 古玉通
古玉通（藏語：མགོ་ཡུལ་ཐང་།）是位于中华人民共和国西藏自治区林芝市察隅县境内的一个地片，是中华人民共和国民政部第三批增补藏南地区公开使用地名中的一个。该地位于中国与印度领土争议地区，地处中印边境实际控制线以南印度阿鲁纳恰尔邦安娇县基比图乡境内，位于察隅河右岸，与左岸嘎合村（英語：Kaho, Arunachal Pradesh）隔河相望。